# Дьюлаи, Игнац
Игнац Дьюлаи (Гиулай) фон Марош-Немет и Надашка (нем. Ignácz Gyulay von Maros-Németh und Nadaska) (11 сентября 1763 — 11 ноября 1831) — австрийский военачальник эпохи Наполеоновских войн. Отец Ференца Дьюлаи.

## Биография
Игнац Дьюлаи фон Марош-Немет и Надашка родился в Германштадте 11 сентября 1763 года, был старшим сыном австрийского лейтенант-фельдмаршала Самуэля Дьюлаи. Восемнадцатилетним поступил в кадетом в пехотный полк своего отца; в рядах австрийского вспомогательного корпуса участвовал в войне с турками в 1787 году и в 1789 году был уже майором а в 1790 году получил чин подполковника.
Во время войны с революционной Францией Дьюлаи особенно отличился при обороне Вейссенбургских позиций, мужественно отстаивая их с 1200 человек против впятеро сильнейшего неприятеля в продолжение восьми часов. 16 мая 1797 года он был произведён в генерал-майоры и назначен командиром 31-го пехотного полка.

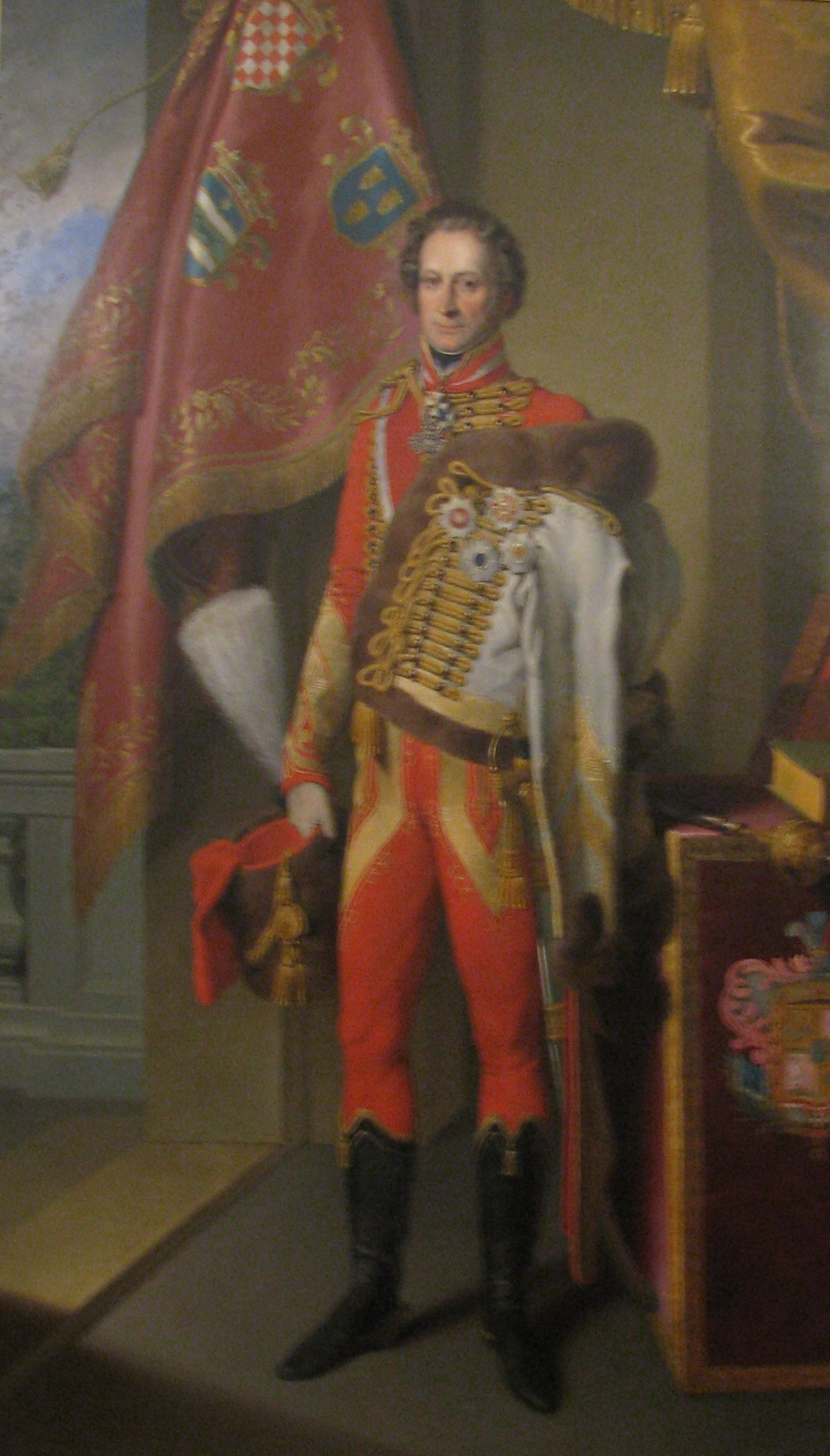
Игнац Дьюлаи

В кампании 1799 года Дьюлаи отличился в сражениях при Острахе и Штокахе. В 1800 году, после неудачного сражения при Гогенлиндене, командуя арьергардом австрийской армии, он успешно прикрывал отступление главных сил на Треффен и Москирх и совершенно смял и отбросил атаковавшую австрийцев дивизию генерала Ришпанса. За эти отличия он 29 октября 1800 года получил чин фельдмаршал-лейтенанта.
После Люневильского мира Дьюлаи был назначен дивизионным командиром в Пешт. В апреле 1806 года Дьюлаи был назначен баном Хорватии, Далмации и Словении.
Новая война с Наполеоном заставила его, оставив свой пост, принять командование над IX корпусом, во главе которого в бою при Тальяменто, он стойкостью своею дал возможность остальным австрийским войскам, охваченным паникой, собраться и отступить в порядке, чем спас армию эрцгерцога Иоганна от разгрома.
В кампании 1813 года, в сражении у Дрездена, находясь на левом фланге армии союзников, успешно отбивал атаки французов на этот фланг и отступил только по приказанию князя Шварценберга. После боя при Лейпциге Дьюлаи был обвинён в том, что допустил Наполеона отступить, избегнув плена, но объяснения его были признаны удовлетворительными, и этот случай не имел влияния на его дальнейшую службу.
В кампании 1814 года Дьюлаи, действуя совместно с русскими войсками, отличился в боях при Бриенне, Ла-Ротьере, Арси-сюр-Об и Фершампенуазе, а незадолго до занятия Парижа самостоятельно разбил французский корпус при Ла-Ферте-сюр-Об, за что получил звание фельдцейхмейстера.
В 1815 году Дьюлаи был назначен командующим войсками эрцгерцога Австрии, с 1816 года снова занимал должность Хорватского наместника, а в 1824 году получил пост генерал-губернатора и командующего войсками в Богемии. В 1829 году Дьюлаи был назначен генерал-инспектором артиллерии, а в следующем году, 7 октября, президентом верховного военного совета (гофкригсрата).
Игнац Дьюлаи фон Марош-Немет и Надашка умер 11 ноября 1831 года в городе Вене.

### Награды
- Орден Золотого руна (1830)
- Военный орден Марии Терезии, командорский крест (1800)
- Военный орден Марии Терезии, рыцарский крест (1794)
- Королевский венгерский орден Святого Стефана, большой крест (1830)
- Австрийский орден Леопольда, большой крест (1814)
- Армейский крест 1813/14
- Военный орден Максимилиана Иосифа, большой крест (Бавария, 1814)
- Орден Людвига (Гессен)
- Орден Красного орла 1-го класса (Пруссия, 1814)
- Орден Святого Александра Невского (Россия, 19 января 1814)